# Type B (lớp tàu ngầm)
Tàu ngầm tuần dương Type-B (巡潜乙型潜水艦 Junsen Otsu-gata sensuikan) là một lớp tàu ngầm của Hải quân Đế quốc Nhật Bản trong Chiến tranh Thế giới thứ hai. Tàu ngầm Type-B tương tự như Type-A nhưng không có các thiết bị dành cho soái hạm của hải đội.

## Các biến thể
Tàu ngầm Type B được chia làm bốn phân lớp:
- Type-B (乙型（伊十五型） Otsu-gata, lớp I-15 ?)
- Type-B Cải tiến 1 (乙型改一（伊四十型） Otsu-gata Kai-1, lớp I-40 ?)
- Type-B Cải tiến 2 (乙型改二（伊五十四型） Otsu-gata Kai-2, lớp I-54 ?)
- Type V22A (第5115号艦型 Dai-5115-Gō kan-gata, lớp tàu thứ 5115 ?). Không được chế tạo

### Type-B(lớpI-15)

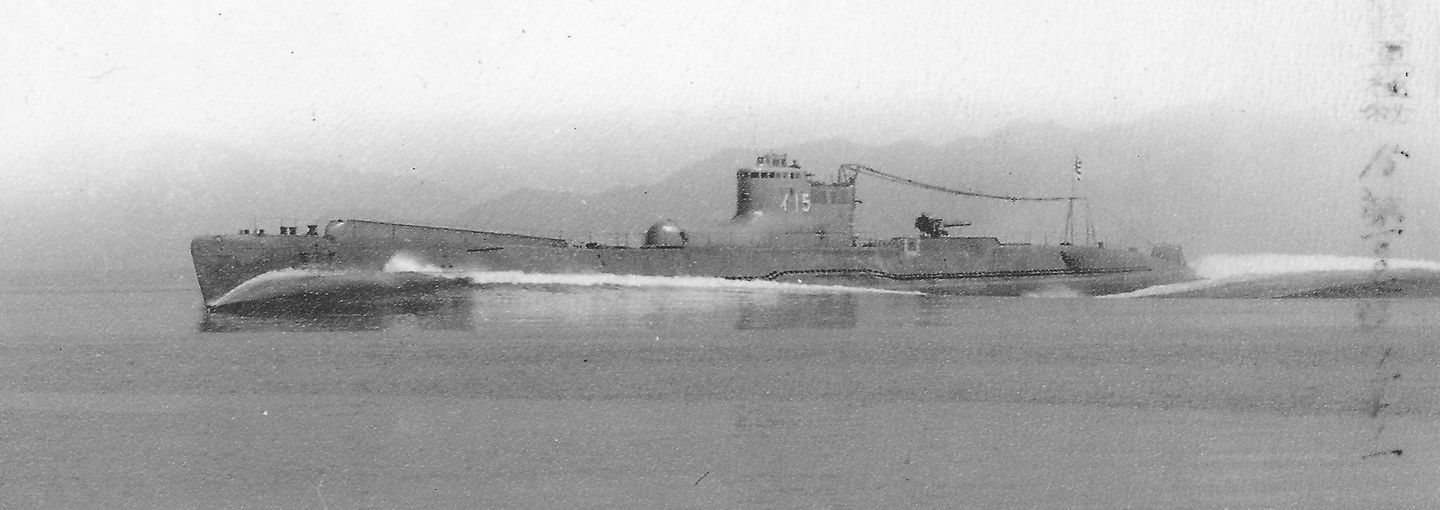
I-15 vào ngày 15 tháng 9, 1940

Đề án số S37. Hai mươi chiếc được chế tạo trong giai đoạn 1937-1944 trong khuôn khổ các Chương trình Maru 3 năm 1937 (chiếc số 37 - 42) và Chương trình Maru 4 năm 1939 (chiếc số 139-152).
| Số hiệu | Tên  | Xưởng đóng tàu                 | Đặt lườn         | Hạ thủy           | Hoàn tất          | Số phận |
| 37      | I-15 | Xưởng vũ khí Hải quân Kure     | 25 tháng 1, 1938 | 7 tháng 3, 1939   | 30 tháng 9, 1940  | Bị tàu khu trục USS Southard đánh chìm gần San Cristóbal, 10 tháng 11, 1942.                                                                                                  |
| 38      | I-17 | Xưởng vũ khí Hải quân Yokosuka | 18 tháng 4, 1938 | 19 tháng 7, 1939  | 24 tháng 1, 1941  | Bị tàu quét mìn HMNZS Tui và máy bay tuần tra đánh chìm tại Nouméa, 19 tháng 8, 1943.                                                                                         |
| 39      | I-19 | Xưởng tàu Mitsubishi, Kōbe     | 15 tháng 3, 1938 | 16 tháng 9, 1939  | 28 tháng 4, 1941  | Bị tàu khu trục USS Radford đánh chìm tại quần đảo Gilbert, 25 tháng 11, 1943.                                                                                                |
| 40      | I-21 | Xưởng tàu Kawasaki, Kōbe       | 7 tháng 1, 1939  | 24 tháng 2, 1940  | 15 tháng 7, 1941  | Mất tích gần Tarawa sau ngày 27 tháng 11, 1943. Có thể bị máy bay từ tàu sân bay hộ tống USS Chenango đánh chìm ngày 29 tháng 11, 1943.                                       |
| 41      | I-23 | Xưởng vũ khí Hải quân Yokosuka | 8 tháng 12, 1938 | 24 tháng 11, 1939 | 27 tháng 9, 1941  | Mất tích gần quần đảo Hawaii sau ngày 24 tháng 2, 1942, có thể gặp tai nạn trong khi lặn.                                                                                     |
| 42      | I-25 | Xưởng tàu Mitsubishi, Kōbe     | 3 tháng 2, 1939  | 8 tháng 6, 1940   | 15 tháng 10, 1941 | Mất tích gần Espiritu Santo sau ngày 23 tháng 8, 1943. Có thể bị tàu khu trục USS Patterson đánh chìm ngày 25 tháng 8, 1943.                                                  |
| 43      |      |                                |                  |                   |                   | Kế hoạch giả dành ngân sách cho lớp thiết giáp hạm Yamato. |
| 139     | I-26 | Xưởng vũ khí Hải quân Kure     | 7 tháng 6, 1939  | 10 tháng 4, 1940  | 6 tháng 11, 1941  | Mất tích về phía Đông Philippines sau ngày 25 tháng 10, 1944. Có thể bị tàu hộ tống khu trục USS Richard M. Rowell đánh chìm ngày 26 tháng 10, 1944.                          |
| 140     | I-27 | Xưởng vũ khí Hải quân Sasebo   | 5 tháng 7, 1939  | 6 tháng 6, 1940   | 24 tháng 2, 1942  | Bị các tàu khu trục HMS Paladin và HMS Petard đánh chìm tại Maldives ngày 12 tháng 2, 1944.                                                                                   |
| 141     | I-28 | Xưởng tàu Mitsubishi, Kōbe     | 25 tháng 9, 1939 | 17 tháng 12, 1940 | 6 tháng 2, 1942   | Bị tàu ngầm USS Tautog đánh chìm về phía Bắc Rabaul ngày 17 tháng 5, 1942. |
| 142     | I-29 | Xưởng vũ khí Hải quân Yokosuka | 20 tháng 9, 1939 | 29 tháng 9, 1940  | 27 tháng 2, 1942  | Bị tàu ngầm USS Sawfish đánh chìm về phía Nam đảo Sabtang, Philippines, 26 tháng 7, 1944.                                                                                     |
| 143     | I-30 | Xưởng vũ khí Hải quân Kure     | 7 tháng 6, 1939  | 17 tháng 9, 1940  | 28 tháng 2, 1942  | Đắm do trúng thủy lôi Anh tại Singapore, 13 tháng 10, 1942. Trục vớt và tháo dỡ 1959-1960.                                                                                    |
| 144     | I-31 | Xưởng vũ khí Hải quân Yokosuka | 6 tháng 12, 1939 | 13 tháng 3, 1941  | 30 tháng 5, 1942  | Bị tàu khu trục USS Frazier tại đảo Attu, 13 tháng 5, 1943. |
| 145     | I-32 | Xưởng vũ khí Hải quân Sasebo   | 20 tháng 1, 1940 | 17 tháng 12, 1940 | 26 tháng 4, 1942  | Bị tàu hộ tống khu trục USS Manlove và USS PC-1135 đánh chìm về phía Đông Bắc Wotje, 24 tháng 3, 1943.                                                                        |
| 146     | I-33 | Xưởng tàu Mitsubishi, Kōbe     | 21 tháng 2, 1940 | 1 tháng 5, 1941   | 10 tháng 6, 1942  | Đắm do tai nạn tại Truk, 26 tháng 9, 1942. Trục vớt và sửa chữa từ ngày 29 tháng 12, 1943. Đắm do tai nạn tại biển nội địa Seto, 13 tháng 6, 1944. Trục vớt và tháo dỡ, 1953. |
| 147     | I-34 | Xưởng vũ khí Hải quân Sasebo   | 9 tháng 1, 1941  | 24 tháng 9, 1941  | 31 tháng 8, 1942  | Bị tàu ngầm HMS Taurus đánh chìm tại Penang, 13 tháng 11, 1943. |
| 148     | I-35 | Xưởng tàu Mitsubishi, Kōbe     | 2 tháng 9, 1940  | 24 tháng 9, 1941  | 31 tháng 8, 1942  | Bị các tàu khu trục USS Meade và USS Frazier đánh chìm về phía Nam Tarawa, 22 tháng 11, 1943.                                                                                 |
| 149     | I-36 | Xưởng vũ khí Hải quân Yokosuka | 4 tháng 12, 1940 | 1 tháng 11, 1941  | 30 tháng 9, 1942  | Cải biến thành tàu chở Kaiten, 1 tháng 9, 1944. Xuất biên chế, 30 tháng 11, 1945. Bị đánh đắm tại quần đảo Gotō, 1 tháng 4, 1946.                                             |
| 150     | I-37 | Xưởng vũ khí Hải quân Kure     | 7 tháng 12, 1940 | 22 tháng 10, 1941 | 10 tháng 3, 1943  | Cải biến thành tàu chở Kaiten, 9 tháng 9, 1944. Bị các tàu hộ tống khu trục USS Conklin và USS McCoy Reynolds đánh chìm tại Palau, 19 tháng 11, 1944.                         |
| 151     | I-38 | Xưởng vũ khí Hải quân Sasebo   | 19 tháng 6, 1941 | 15 tháng 4, 1942  | 31 tháng 1, 1943  | Bị tàu khu trục USS Nicholas đánh chìm về phía Đông Luzon, Philippines, 13 tháng 11, 1944.                                                                                    |
| 152     | I-39 | Xưởng vũ khí Hải quân Sasebo   | 19 tháng 6, 1941 | 15 tháng 4, 1942  | 22 tháng 4, 1943  | Bị tàu khu trục USS Boyd đánh chìm về phía Tây Makin, 16 tháng 11, 1943. |
| 153     |      |                                |                  |                   |                   | Kế hoạch giả dành ngân sách cho lớp thiết giáp hạm Yamato |

### Type B Cải tiến 1(lớpI-40)

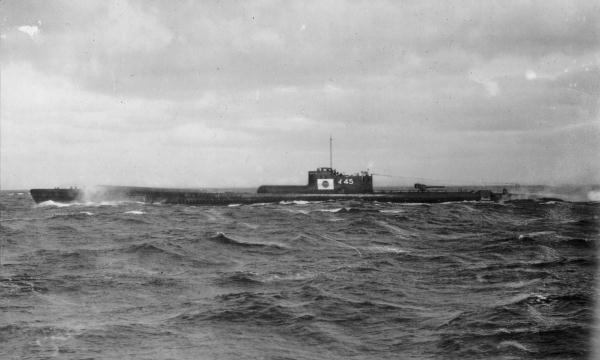
I-45 vào năm 1943

Đề án số S37B. Sáu chiếc được lên kế hoạch chế tạo trong Chương trình Maru Kyū năm 1941 (các chiếc số 370 - 375), tất cả đều được hoàn tất trong giai đoạn 1943-1944. Kiểu dáng bên ngoài không khác biệt so với lớp I-15, nhưng chúng được chế tạo bằng thép có độ co giãn cao, và động cơ diesel có thiết kế đơn giản hơn.
| Số hiệu | Tên  | Xưởng đóng tàu                 | Đặt lườn         | Hạ thủy           | Hoàn tất          | Số phận |
| 370     | I-40 | Xưởng vũ khí Hải quân Kure     | 18 tháng 3, 1942 | 10 tháng 11, 1942 | 31 tháng 7, 1943  | Mất tích sau ngày 22 tháng 11, 1943. |
| 371     | I-41 | Xưởng vũ khí Hải quân Kure     | 18 tháng 3, 1942 | 10 tháng 11, 1942 | 18 tháng 9, 1943  | Bị tàu hộ tống khu trục USS Lawrence C. Taylor đánh chìm về phía Đông Philippines, 18 tháng 11, 1944.                                                |
| 372     | I-42 | Xưởng vũ khí Hải quân Kure     | 18 tháng 3, 1942 | 10 tháng 11, 1942 | 3 tháng 11, 1943  | Bị tàu ngầm USS Tunny đánh chìm về phía Tây Nam Palau, 23 tháng 3, 1944.                                                                             |
| 373     | I-43 | Xưởng vũ khí Hải quân Sasebo   | 27 tháng 4, 1942 | 25 tháng 10, 1942 | 5 tháng 11, 1943  | Cải biến thành tàu chở xuồng đổ bộ Daihatsu. Bị tàu ngầm USS Aspro đánh chìm phía Bắc Truk, 15 tháng 2, 1944.                                        |
| 374     | I-44 | Xưởng vũ khí Hải quân Yokosuka | 11 tháng 6, 1942 | 5 tháng 3, 1943   | 31 tháng 1, 1944  | Cải biến thành tàu chở Kaiten, 22 tháng 10, 1944. Bị máy bay từ tàu sân bay hộ tống USS Tulagi đánh chìm về phía Đông Nam Okinawa, 29 tháng 4, 1945. |
| 375     | I-45 | Xưởng vũ khí Hải quân Sasebo   | 15 tháng 7, 1942 | 6 tháng 3, 1943   | 28 tháng 12, 1943 | Bị tàu hộ tống khu trục USS Whitehurst đánh chìm về phía Đông Philippines, 29 tháng 10, 1944.                                                        |

### Type B Cải tiến 2(lớpI-54)

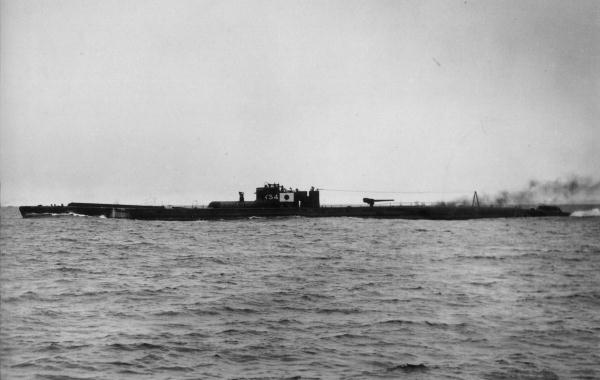
I-54 vào năm 1944

Đề án số S37C. Hai mươi mốt chiếc được lên kế hoạch chế tạo trong Chương trình Maru Tsui năm 1941 (các chiếc số 627 - 636) và Chương trình Kai-Maru 5 năm 1942 (các chiếc số 5101 - 5114). Mười tám chiếc bị hủy bỏ vào cuối năm 1943 khi Hải quân Đế quốc Nhật Bản dự định chuyển trọng tâm sang chế tạo Type E (lớp tàu ngầm) (戊型潜水艦 Bo-gata sensuikan) như là tàu ngầm chủ lực cho năm 1945.
| Số hiệu     | Tên  | Xưởng đóng tàu                 | Đặt lườn          | Hạ thủy          | Hoàn tất         | Số phận |
| 627         | I-54 | Xưởng vũ khí Hải quân Yokosuka | 1 tháng 7, 1942   | 4 tháng 5, 1943  | 31 tháng 3, 1944 | Bị các tàu khu trục USS Helm và USS Gridley đánh chìm về phía Đông Leyte, 28 tháng 10, 1944. |
| 629         | I-56 | Xưởng vũ khí Hải quân Yokosuka | 29 tháng 9, 1942  | 30 tháng 6, 1943 | 8 tháng 6, 1944  | Cải biến thành tàu chở Kaiten, tháng 10, 1943. Bị các tàu khu trục USS Heermann, USS Uhlmann, USS Mertz, USS Collett và máy bay từ tàu sân bay hộ tống USS Bataan đánh chìm về phía Đông Okinawa, 18 tháng 4, 1945. |
| 631         | I-58 | Xưởng vũ khí Hải quân Yokosuka | 26 tháng 12, 1942 | 9 tháng 10, 1943 | 7 tháng 9, 1944  | Cải biến thành tàu chở Kaiten. Xuất biên chế, 30 tháng 11, 1945. Bị đánh đắm tại quần đảo Gotō, 1 tháng 4, 1946. |
| 633 - 636   |      |                                |                   |                  |                  | Bị hủy bỏ năm 1943 |
| 5101 - 5114 |      |                                |                   |                  |                  | Bị hủy bỏ năm 1943 |

### Type V22A
Đề án số S49A. Mười tám chiếc được lên kế hoạch chế tạo trong Chương trình Kai-Maru 5 năm 1942 (các chiếc số 5115 - 5132). Tuy nhiên tất cả đều bị hủy bỏ vào cuối năm 1943 khi Hải quân Đế quốc Nhật Bản dự định chuyển trọng tâm sang chế tạo Type E (lớp tàu ngầm) (戊型潜水艦 Bo-gata sensuikan) như là tàu ngầm chủ lực cho năm 1945.
| Số hiệu     | Tên | Xưởng đóng tàu | Đặt lườn | Hạ thủy | Hoàn tất | Số phận            |
| 5115 - 5132 |     |                |          |         |          | Bị hủy bỏ năm 1943 |

## Đặc tính kỹ thuật
| Kiểu                   | Kiểu                | Type B (I-15) | Type B Cải tiến 1 (I-40) | Type B Cải tiến 2 (I-54) | Type V22A |
| Trọng lượng choán nước | Nổi                 | 2.198 tấn Anh (2.233 t) | 2.230 tấn Anh (2.266 t) | 2.140 tấn Anh (2.174 t) | 2.330 tấn Anh (2.367 t) |
| Trọng lượng choán nước | Ngầm                | 3.654 tấn Anh (3.713 t) | 3.700 tấn Anh (3.759 t) | 3.688 tấn Anh (3.747 t) | No data |
| Chiều dài (chung)      | Chiều dài (chung)   | 108,70 m (356 ft 8 in) | 108,70 m (356 ft 8 in) | 108,70 m (356 ft 8 in) | 106,50 m (349 ft 5 in) (mực nước) |
| Mạn tàu                | Mạn tàu             | 9,30 m (30 ft 6 in) | 9,30 m (30 ft 6 in) | 9,30 m (30 ft 6 in) | 9,64 m (31 ft 8 in) |
| Mớn nước               | Mớn nước            | 5,14 m (16 ft 10 in) | 5,20 m (17 ft 1 in) | 5,19 m (17 ft 0 in) | 5,32 m (17 ft 5 in) |
| Chiều sâu              | Chiều sâu           | 7,90 m (25 ft 11 in) | 7,90 m (25 ft 11 in) | 7,90 m (25 ft 11 in) | Không có dữ liệu |
| Động cơ                | Động cơ             | 2 × động cơ diesel Kampon Mk.2 Model 10 2 × trục | 2 × động cơ diesel Kampon Mk.1A Model 10 2 × trục | 2 × động cơ diesel Kampon Mk.22 Model 10 2 × trục | 2 × động cơ diesel Kampon Mk.2 Model 10 2 × trục |
| Công suất              | Nổi                 | 12.400 bhp | 11.000 bhp | 4.700 bhp | 11.000 bhp |
| Công suất              | Lặn                 | 2.000 shp | 2.000 shp | 1.200 shp | 2.400 shp |
| Tốc độ                 | Nổi                 | 23,6 hải lý trên giờ (43,7 km/h) | 23,5 hải lý trên giờ (43,5 km/h) | 17,7 hải lý trên giờ (32,8 km/h) | 22,4 hải lý trên giờ (41,5 km/h) |
| Tốc độ                 | Lặn                 | 8,0 hải lý trên giờ (14,8 km/h) | 8,0 hải lý trên giờ (14,8 km/h) | 6,5 hải lý trên giờ (12,0 km/h) | 8,0 hải lý trên giờ (14,8 km/h) |
| Tầm xa                 | Nổi                 | 14.000 nmi (26.000 km) ở tốc độ 16 hải lý trên giờ (30 km/h)                                                                                          | 14.000 nmi (26.000 km) ở tốc độ 16 hải lý trên giờ (30 km/h)                                                                                          | 21.000 nmi (39.000 km) ở tốc độ 16 hải lý trên giờ (30 km/h)                                                                                          | 14.000 nmi (26.000 km) ở tốc độ 16 hải lý trên giờ (30 km/h)                                                                                                 |
| Tầm xa                 | Lặn                 | 96 nmi (178 km) ở tốc độ 3 hải lý trên giờ (5,6 km/h)                                                                                                 | 96 nmi (178 km) ở tốc độ 3 hải lý trên giờ (5,6 km/h)                                                                                                 | 105 nmi (194 km) ở tốc độ 3 hải lý trên giờ (5,6 km/h)                                                                                                | 80 nmi (150 km) ở tốc độ 3 hải lý trên giờ (5,6 km/h) |
| Độ sâu thử nghiệm      | Độ sâu thử nghiệm   | 100 m (330 ft) | 100 m (330 ft) | 100 m (330 ft) | 100 m (330 ft) |
| Nhiên liệu             | Nhiên liệu          | 774 tấn | 814 tấn | 842,8 tấn | 735 tấn |
| Thủy thủ đoàn          | Thủy thủ đoàn       | 94 | 94 | 94 | Không có dữ liệu |
| Vũ khí (ban đầu)       | Vũ khí (ban đầu)    | • 6 × ống phóng ngư lôi 533 mm (21 in) (phía mũi) • 17 × ngư lôi Type 95 • 1 × Hải pháo 14 cm/40 Kiểu năm thứ 11 • 2 × pháo phòng không 25 mm Type 96 | • 6 × ống phóng ngư lôi 533 mm (21 in) (phía mũi) • 17 × ngư lôi Type 95 • 1 × Hải pháo 14 cm/40 Kiểu năm thứ 11 • 2 × pháo phòng không 25 mm Type 96 | • 6 × ống phóng ngư lôi 533 mm (21 in) (phía mũi) • 19 × ngư lôi Type 95 • 1 × Hải pháo 14 cm/40 Kiểu năm thứ 11 • 2 × pháo phòng không 25 mm Type 96 | • 8 × ống phóng ngư lôi 533 mm (21 in) (phía mũi) • 16 × ngư lôi • 1 × Hải pháo 14 cm/40 Kiểu năm thứ 11 • 4 × pháo phòng không 25 mm Type 96 • 8 × thủy lôi |
| Máy bay và thiết bị    | Máy bay và thiết bị | • Máy phóng và hầm chứa • 1 × thủy phi cơ Watanabe E9W1 Slim                                                                                          | • Máy phóng và hầm chứa • 1 × thủy phi cơ Yokosuka E14Y2 Glen                                                                                         | • Máy phóng và hầm chứa • 1 × thủy phi cơ Yokosuka E14Y2 Glen                                                                                         | • Máy phóng và hầm chứa • 1 × thủy phi cơ |